# Marinefernmeldeschule

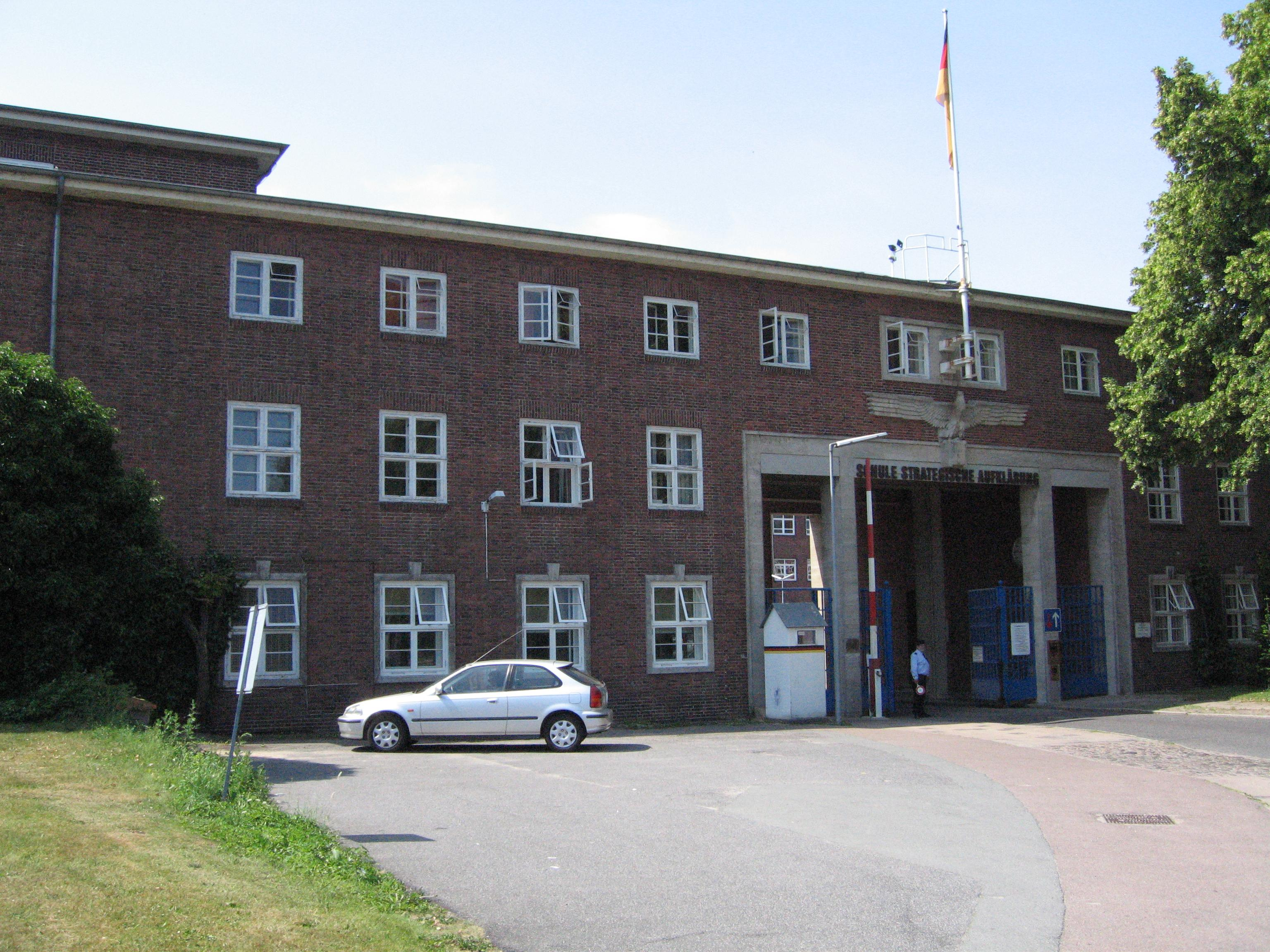
Haupteingang der MfS, 2005

Die Marinefernmeldeschule (kurz MfS) wurde nach dem Zweiten Weltkrieg von der neu gegründeten Bundeswehr in Flensburg-Mürwik eingerichtet. Vorgänger der Schule war die Nachrichtenschule, von der sie die Gebäude übernahm.

## Geschichte
Am 15. Juli 1956 wurden die Gebäude der ehemaligen Nachrichtenschule von der Marinefernmeldeschule übernommen. Sie war dem Marinefernmeldekommando/Kommando der Marineführungsdienste bzw. dem Admiral der Marineführungsdienste und ab 1. Oktober 1973 dem Amtschef des Marineamts unmittelbar unterstellt. An der Marinefernmeldeschule fand die Fachausbildung für Offiziere, Unteroffiziere und Mannschaften statt. Sie umfasste Bedienung und Wartung von Fernmeldegerät und Ausbildung in Fernmeldeverfahren, Schlüsseldienst sowie Schiffs- und Flugzeugerkennungsdienst.
Am 1. Januar 1973 wurde das Marineausbildungsbataillon 1 in Eckernförde-Carlshöhe nach seiner Auflösung zum 31. Dezember 1972 zur „Lehrgruppe Grundausbildung“ der Marinefernmeldeschule umgegliedert. Die Grundausbildung umfasste die Verwendungsreihen Fernmeldebetrieb (21) und -aufklärung (22), Fernmeldetechnik (25), Signalbetrieb (27), Sprechfunkaufklärung (29) und Datenverarbeitungsbetriebsdienst (66).
Im September 2002 wurde die Fernmeldeschule geschlossen, nachdem der Standort in Eckernförde bereits 2001 aufgegeben worden war. Die Ausbildung wurde zu einem Teil an die Marinetechnikschule in Parow und zum anderen Teil an die Marineoperationsschule in Bremerhaven verlagert und integriert. Kurz nach der Schließung der Fernmeldeschule bezog die Schule für Strategische Aufklärung der Bundeswehr das Gelände, das heute eine Außenstelle des Ausbildungszentrums CIR ist. Ein aufgestellter Bootsmast auf einem der Gebäude erinnert weiterhin an die ehemalige Präsenz der Marine.

## Ehemalige
Bekanntester ehemaliger Schüler der Fernmeldeschule ist Mike Krüger, der 1973 bei den Fernmeldern des Flottenkommandos in Meierwik seine Grundausbildung ableistete und anschließend zum Gastenlehrgang an die Schule in Mürwik kam. In der Freizeit musizierte er dort zusammen mit seinen fünf Stubenkameraden, von denen drei ebenfalls Gitarre spielten konnten. Im Anschluss leistete er zusammen mit seinen Stubenkameraden den restlichen Wehrdienst als Funker des Marinefliegergeschwader 1 in Jagel ab, wo er beispielsweise das Lied Ich bin Bundeswehrsoldat, ein toller Typ schrieb.

## Kommandeure
- Fregattenkapitän/Kapitän zur See Werner Neuendorff: von Juli 1957 bis September 1962; zunächst mit der Aufstellung beauftragt
- Kapitän zur See Helmut von Mantey: von Oktober 1962 bis September 1965
- Fregattenkapitän/Kapitän zur See Martin Stoewesand: von Oktober 1965 bis April 1968
- Fregattenkapitän/Kapitän zur See Ruprecht Rössger: von April 1968 bis September 1973
- Kapitän zur See Hellmuth Trummel: von Oktober 1973 bis März 1978
- Kapitän zur See Ludwig Ernst Wetters: von April 1978 bis September 1983
- Kapitän zur See Klaus Ehlert: von Oktober 1983 bis September 1989
- Kapitän zur See Klaus-Dieter Kopf: von Oktober 1989 bis November 1993
- Kapitän zur See Harald Jacobi: von November 1993 bis 1997
- Kapitän zur See Wolf-Rüdiger Lietzau: von 1997 bis 2000
- Kapitän zur See Helmut Erb: von 2000 bis 2002